# Euryades
Genre
Le genre Euryades regroupe des insectes lépidoptères de la famille des Papilionidae qui résident en Amérique du sud.

## Caractéristiques communes
Les plantes hôtes de leur chenille sont des aristoloches.

## Liste des espèces
- Euryades corethrus (Boisduval, 1836)
- Euryades duponchelii (Lucas, 1839)

### Sources
- funet